# Тромбоциты

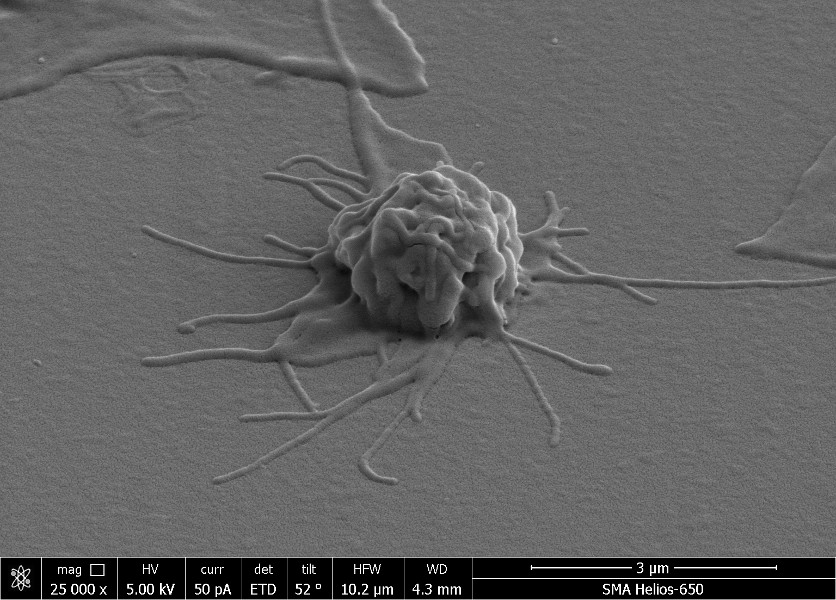
Активированный тромбоцит на стекле с иммобилизованным фибриногеном. Сканирующая электронная микроскопия.

Тромбоциты (от греч. θρόμβος — сгусток и κύτος — клетка; устаревшее название — кровяные пластинки) — небольшие (2—9 мкм) безъядерные плоские бесцветные форменные элементы крови, образующиеся из мегакариоцитов.

## Измерение
Нормальный диапазон (99 % проанализированного населения) для тромбоцитов у здоровых белых людей составляет от 150 000 до 450 000 на кубический миллиметр (мм3 равняется микролитру) или 150—450 × 109 на литр.

## Формы тромбоцитов
Различают 5 форм тромбоцитов:
1. юные (0—0,8 %);
2. зрелые (90,1—95,1 %);
3. старые (2,2—5,6 %);
4. формы раздражения (0,8—2,3 %);
5. дегенеративные формы (0—0,2 %).

### Морфология тромбоцитов
Неактивированные тромбоциты, циркулирующие в крови, в первом приближении представляют собой сплюснутые сфероиды с соотношением полуосей от 2 до 8, и характерным размером в 2—4 мкм в диаметреЭто приближение часто используется при моделировании гидродинамических и оптических свойств популяции тромбоцитов, а также при восстановлении геометрических параметров отдельных измеренных тромбоцитов методами проточной цитометрии. Данные конфокальной микроскопии свидетельствуют о том, что изменение формы тромбоцита при его активации связано с изменением геометрии кольца микротрубочек, вызываемое, в свою очередь, изменением концентрации ионов кальция. Более точные биофизические модели морфологии поверхности тромбоцита, моделирующие его форму из первых принципов, позволяют получать более реалистичную геометрию тромбоцитов в спокойном и активированном состоянии, нежели сплюснутый сфероид.

## Функции

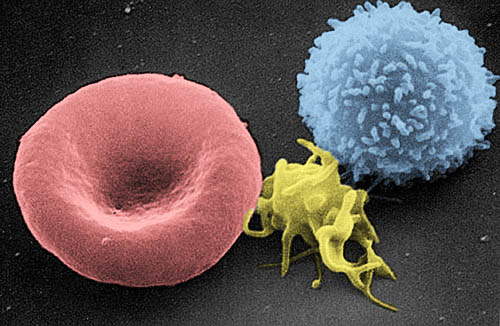
Сканирующая электронная микрофотография (SEM) клеток крови человека: эритроцит, активированный тромбоцит, лейкоцит (слева направо)

Тромбоциты выполняют две основных функции:
1. Формирование тромбоцитного агрегата, первичной пробки, закрывающей место повреждения сосуда;
2. Предоставления своей поверхности для ускорения ключевых реакций плазменного свёртывания.

Относительно недавно установлено, что тромбоциты также играют важнейшую роль в заживлении и регенерации повреждённых тканей, выделяя из себя в повреждённые ткани факторы роста, которые стимулируют деление и рост клеток. Факторы роста представляют собой полипептидные молекулы различного строения и назначения. К важнейшим факторам роста относятся тромбоцитарный фактор роста (PDGF), трансформирующий фактор роста (TGF-β), фактор роста эндотелия сосудов (VEGF), фактор роста эпителия (EGF), фактор роста фибробластов (FGF), инсулиноподобный фактор роста (IGF).
Физиологическая плазменная концентрация тромбоцитов — 180—360 * 109 тромбоцитов на литр.
Уменьшение количества тромбоцитов в крови может приводить к кровотечениям. Увеличение же их количества ведёт к формированию сгустков крови (тромбоз), которые могут перекрывать кровеносные сосуды и приводить к таким патологическим состояниям, как инсульт, инфаркт миокарда, лёгочная эмболия или закупоривание кровеносных сосудов в других органах тела.
Неполноценность или болезнь тромбоцитов называется тромбоцитопатия, которая может быть либо уменьшением количества тромбоцитов (тромбоцитопения), либо нарушением функциональной активности тромбоцитов (тромбастения), либо увеличением количества тромбоцитов (тромбоцитоз). Существуют болезни, уменьшающие число тромбоцитов, такие как гепарин-индуцированная тромбоцитопения или тромботическая пурпура, которые обычно вызывают тромбозы вместо кровотечений.
В связи с неточностью описаний, отсутствием фотографической техники и запутанностью терминологии ранних периодов развития микроскопии, время первого наблюдения тромбоцитов точно неизвестно. Чаще всего их открытие приписывается Донне (1842, Париж), однако есть данные, что их наблюдал ещё Антони ван Лёвенгук (1677, Нидерланды). Термин «кровяные пластинки» (англ. blood platelets), до сих пор являющийся предпочтительным в англоязычной литературе, был введён Биццоцеро (1881, Турин), который также сыграл ведущую роль в выявлении связи тромбоцитов с гомеостазом и тромбозом. Это впоследствии привело к появлению термина «тромбоцит» (Декхюйзен, 1901), который в русском языке стал основным. В англоязычной литературе термин используется исключительно для ядерных тромбоцитов у не-млекопитающих (thrombocytes). Кроме того, в русской литературе для тромбоцитов может употребляться термин «бляшка Биццоцеро».

## Участие в свёртывании
Особенностью тромбоцита является его способность к активации — быстрому и, как правило, необратимому переходу в новое состояние. Стимулом активации может служить практически любое возмущение окружающей среды, вплоть до простого механического напряжения. Однако основными физиологическими активаторами тромбоцитов считаются коллаген (главный белок внеклеточного матрикса), тромбин (основной белок плазменной системы свёртывания), АДФ (аденозиндифосфат, появляющийся из разрушенных клеток сосуда или секретируемый самими тромбоцитами) и тромбоксан А2 (вторичный активатор, синтезируемый и выбрасываемый тромбоцитами; его дополнительная функция заключается в стимуляции вазоконстрикции).
Активированные тромбоциты становятся способны прикрепляться к месту повреждения (адгезия) и друг к другу (агрегация), формируя пробку, перекрывающую повреждение. Кроме того, они участвуют в плазменном свёртывании двумя основными способами — экспонирование прокоагулянтной мембраны и секреция α-гранул.

### Последовательность первичных биохимических и морфологических изменений при активации
Начальные этапы активации тромбоцита при воздействии внешних факторов связаны не только с появлением биохимических маркеров, но и с морфологическими изменениями в форме тромбоцита. Как было показано методами проточной цитометрии и электронной микроскопии, наиболее чувствительным признаком активации (при воздействии на тромбоциты с помощью АДФ) являются морфологические изменения. Появление биохимических и морфологических изменений, расположенных по степени уменьшения чувствительности, выглядит следующим образом: изменение формы тромбоцита, конформационные изменения в гликопротеине IIb/IIIa, экспрессия P-селектина, экспрессия фосфатидилсерина.

### Экспонирование прокоагулянтной мембраны
В нормальном состоянии мембрана тромбоцитов не поддерживает реакций свёртывания. Отрицательно заряженные фосфолипиды, в первую очередь фосфатидилсерин, сосредоточены на внутреннем слое мембраны, а фосфатидилхолин внешнего слоя связывает факторы свёртывания гораздо хуже. Несмотря на то, что некоторые факторы свёртывания могут связываться и с неактивированными тромбоцитами, это не приводит к формированию активных ферментативных комплексов. Активация тромбоцита предположительно приводит к активации фермента скрамблазы, который начинает быстро, специфично, двухсторонне и АТФ-независимо перебрасывать отрицательно заряженные фосфолипиды из одного слоя в другой. В результате происходит установление термодинамического равновесия, при котором концентрация фосфатидилсерина в обоих слоях выравнивается. Кроме того, при активации имеет место выставление и/или конформационное изменение многих трансмембранных белков внешнего слоя мембраны, и они приобретают способность специфически связывать факторы свёртывания, ускоряя реакции с их участием.
Активация тромбоцитов имеет несколько степеней, и экспрессия прокоагулянтной поверхности является одной из высших. Только тромбин или коллаген могут вызывать такой сильный ответ. Более слабый активатор, особенно АДФ, может вносить вклад в работу сильных активаторов. Однако они не способны самостоятельно вызвать появление фосфатидилсерина; их эффекты сводятся к изменению формы тромбоцитов, агрегации и частичной секреции.

### Секреция α-гранул
Тромбоциты содержат несколько типов гранул, содержимое которых секретируется в процессе активации. Главными для свёртывания являются α-гранулы, содержащие высокомолекулярные белки, такие как фактор V и фибриноген.

## Заболевания
1. Ведущие к понижению количества тромбоцитов в крови
  - Тромбоцитопения
  - Рак
  - Малярия
  - Бронхиальная астма
  - Синдром Самтера
2. Ведущие к повышению количества тромбоцитов в крови
  - Эссенциальная тромбоцитемия

## Тесты для оценки сосудисто-тромбоцитарного компонента гемостаза
- Время кровотечения;
- Количество тромбоцитов в крови;
- Индуцированная агрегация тромбоцитов.

Качественные дефекты тромбоцитов, лежащие в основе большого числа геморрагических диатезов, подразделяют на следующие группы:
- дизагрегационные тромбоцитопатии, обусловленные отсутствием или блокадой мембранных рецепторов тромбоцитов (тромбастения Гланцмана и др.);
- болезни отсутствия плотных и α-гранул;
- нарушения высвобождения гранул;
- нарушения образования циклических простагландинов и тромбоксана А2;
- дефицит, аномалии и нарушения мультимерности фактора Виллебранда;
- нарушения обмена нуклеотидов и транспорта кальция.